# Barchessa

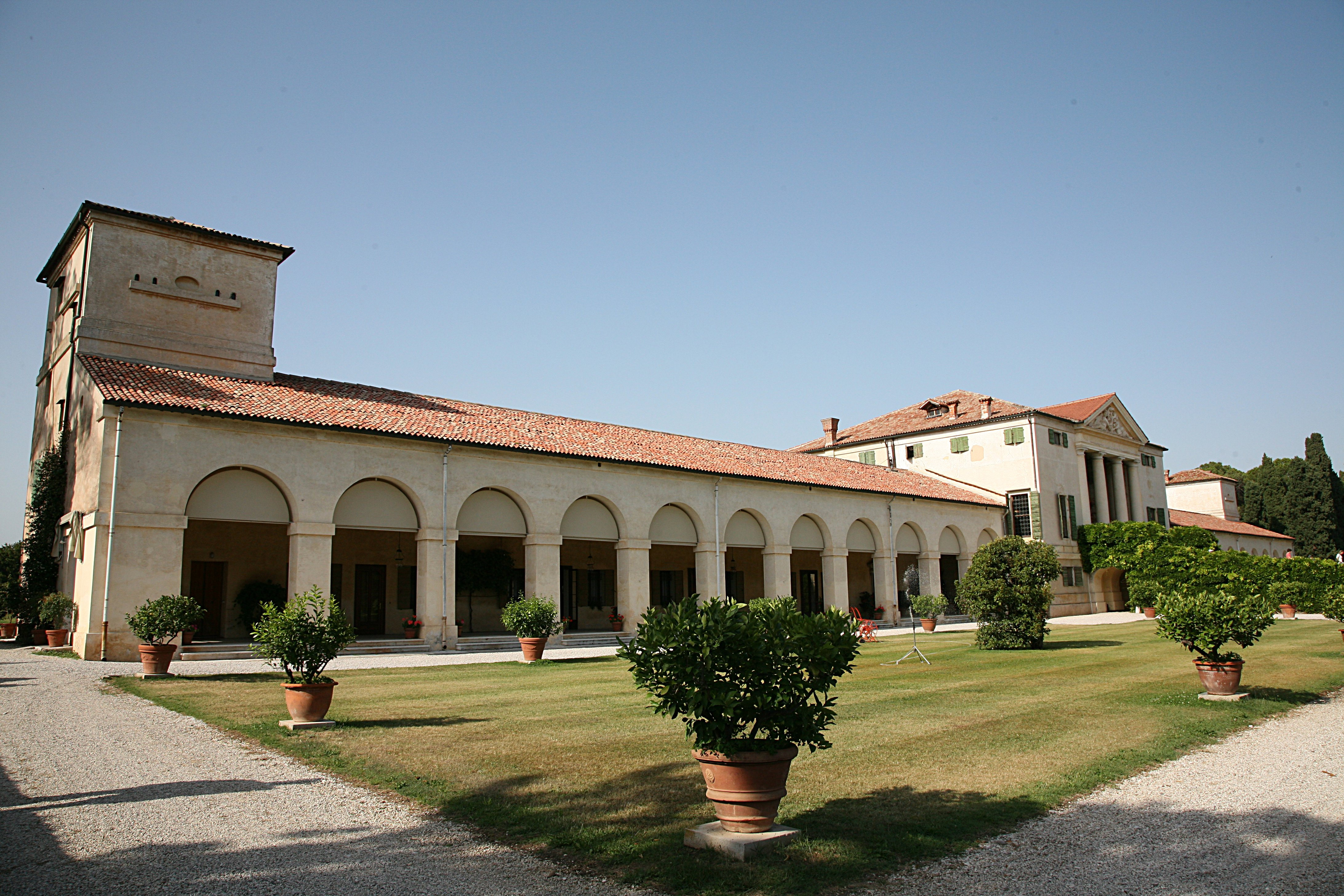
Levá barchessa z Villa Emo ve Fanzolo di Vedelago (Treviso) od Andrea Palladio. Na levém konci stojí holubník.

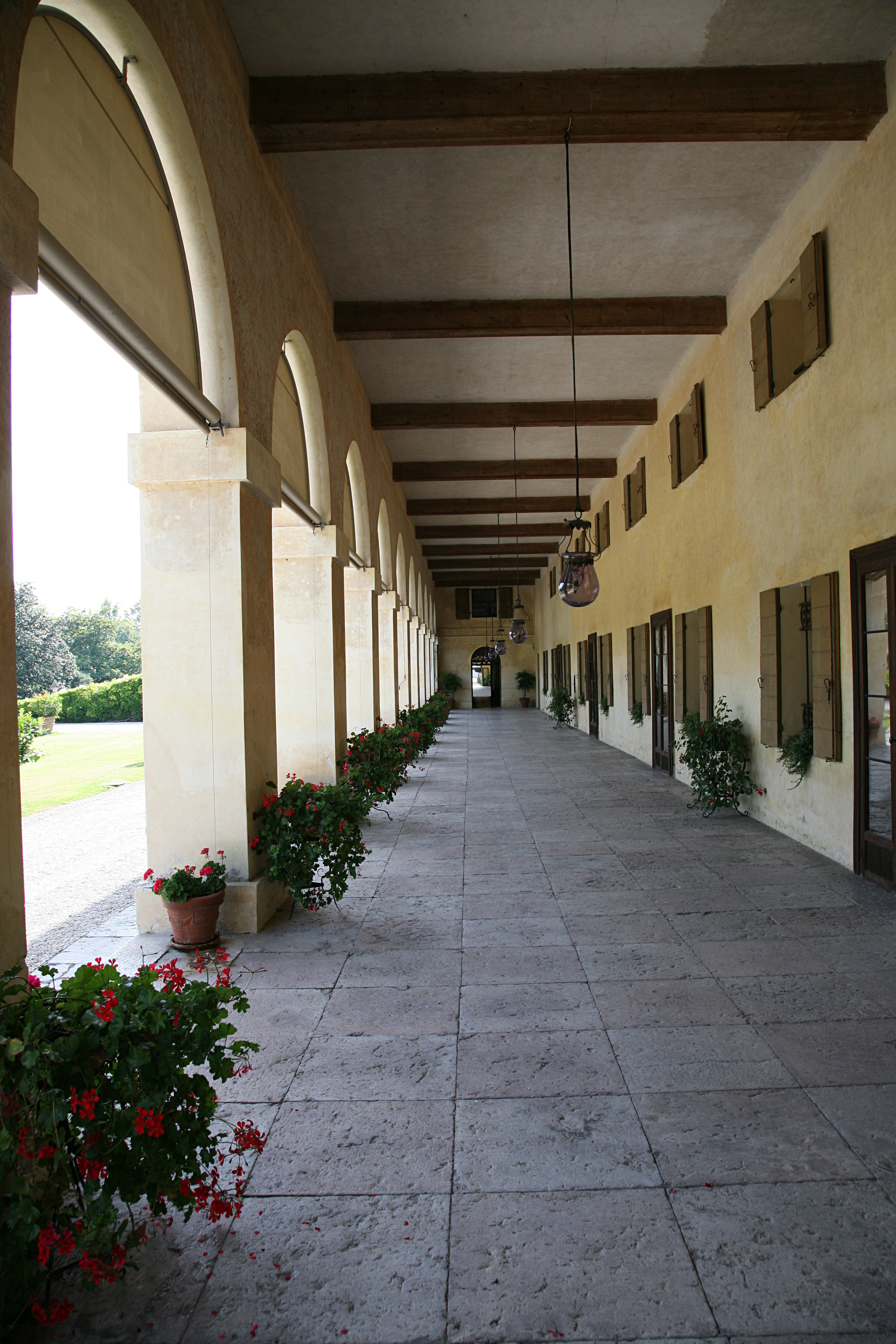
Pravá barchessa Villa Emo, při pohledu zevnitř.

Barchessa (také barcòn nebo barco) je venkovská obslužná budova, typická pro benátské vily, určená pro pracovní prostory, která odděluje prostor hlavní části vily, vyhrazený majitelům, od prostoru pro zemědělce. Zpravidla se barchessa vyznačovala portikovou stavbou s vysokými kruhovými oblouky a sloužily pro služby: kuchyně, obydlí sedláků, stáje a rustikální hospodářské budovy (kůlna na zemědělské nářadí, skladiště na zásoby potravin a další).
Etymologie slova je nejasná, možná odvozená od předřímského "barca" s významem označujícím „hromadu píce, snopy pšenice/ovsa".

## Popis
V oblasti Benátské republiky byly barchesse - často více než jedna - téměř vždy uspořádány po boku panského domu (tj. centrální části vily, v níž se nacházelo sídlo majitele) a obvykle byly nedílnou součástí velkého produkčního zemědělského komplexu. Andrea Palladio dodal barchesse architektonickou důstojnost tím, že je obklopil, zarovnal a propojil s panským domem, čímž soubor získal větší symetrii a monumentalitu. Důležitá byla také orientace: Palladio ve svém díle I quattro libri dell'architettura (Benátky, 1570) uvádí, že barchesse by měly být obráceny k jihu, aby sláma zůstala suchá, aby nekvasila a nehořela.
Na benátském venkově - a zejména podél riviéry Brenta - dnes nezřídka narazíte na osamocené barchesse bez vily: kvůli zdanění vil bylo v 19. století mnoho budov patřících benátskému patriciátu zbouráno a zůstaly jen barchesse, použitelné jako rustikální nebo skladovací prostory.

## Příklady

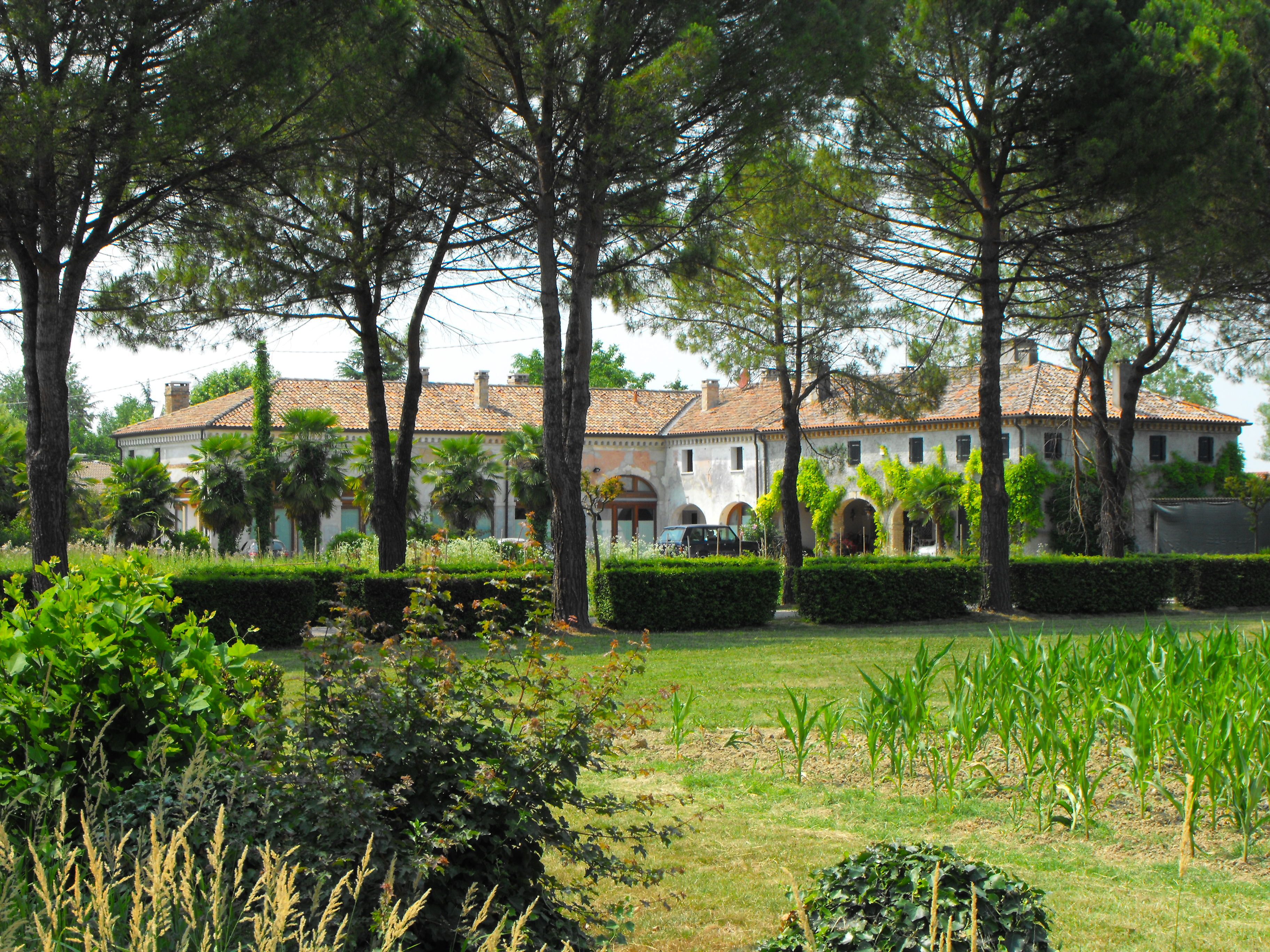
Villa Algarotti, jak vypadá dnes - z budovy zbyla pouze barchessa (Marocco di Mogliano Veneto).

Mezi nejznámější a nejcharakterističtější barchesse patří ty, které jsou spojeny s následujícími vilami:
- Villa Badoer, zvaná "la Badoera", navržená Andreou Palladio, v obci Fratta Polesine, provincie Rovigo (jediná vila, ve které Palladio konkrétně realizoval svou představu stodol se zakřiveným polokruhem).
- Villa Tiretta Agostini v Giavera del Montello (provincie Treviso).
- Villa Emo Capodilista ve Fanzolo di Vedelago (provincie Treviso), Andrea Palladio.
- Villa Barbaro v Maser (provincie Treviso), od Andrea Palladia, na jejímž konci jsou je věž s holubníkem a slunečními hodinami.
- Villa Manin v Passariano di Codroipo (provincie Udine), kde byla podepsána smlouva z Campoformio (nyní Campoformido).
- Villa Contarini v Piazzola sul Brenta (provincie Padova).
- Villa Albrizzi Franchetti, navržená Andrea Pagnossin, v San Trovaso (obec Preganziol v provincii Treviso).

Nebo individuální barchesse, dnes bez vily:
- Barco della Regina Cornaro v Altivole (Treviso)
- Barchessa Loredan ve Volpago del Montello (Treviso)
- Barchessa z Villa Grollo v Selva del Montello u Volpago del Montello (Treviso)
- Barco Barbarigo Biagi v Montebelluně
- Barchessa z Villa Thiene v Cicogna u Villafranca Padovana (A. Palladio)
- Barchesse z Villa Valmarana v Mira podél riviéry Brenta
- Barchessa z Villa Pola známá jako „Barcòn“ v Barcòn di Vedelago (Treviso)
- Barchessa z Villa Monza v Dueville (Vicenza)
- Barchessa z vily Badoer zvané "La Rotonda" z Badoere di Morgano (Treviso)
- Barchessa z Villa Monselicense od Davide Boetto (Padova)

## Obrázková galerie
- Levá barchessa u Villa Barbaro v Maser , pohled od vily.
- Pravá barchessa u Villa Barbaro, pohled zvnitřku.
- Levá barchessa u Villa Contarini v Piazzola sul Brenta.
- Plán od Villa Emo. Všimněte si zámku (čtverec uprostřed) a vpravo a vlevo podlouhlých obdélníků barchesse (kresba Ottavio Bertotti Scamozzi), 1781).
- Barchessa v Limena (provincie Padova), dnes sídlo radnice.
- Barchessa di Villa Thiene v Cicogna, jediný pozůstatek palladiánského projektu.

## Související
- Benátská vila
- Palladiovy vily v Benátsku